# Língua de trabalho
Uma língua de trabalho (também língua de procedimento) é uma língua que recebe um estatuto legal único em uma empresa supranacional, sociedade, estado ou outro corpo ou organização como seu principal meio de comunicação. É principalmente a língua da correspondência e conversação diária em organizações que possuem membros com várias origens linguísticas diferentes.
A maioria das organizações internacionais tem línguas de trabalho para seus órgãos. Para uma dada organização, uma língua de trabalho pode ou não ser também uma língua oficial.